# 小行星20140
小行星20140（20140 Costitx）是一颗绕太阳运转的小行星，为主小行星带小行星。该小行星于1996年8月23日发现。

## 轨道参数
小行星20140的轨道半长轴为3.1695233 UA，离心率为0.132。